# Rasen-Antholz

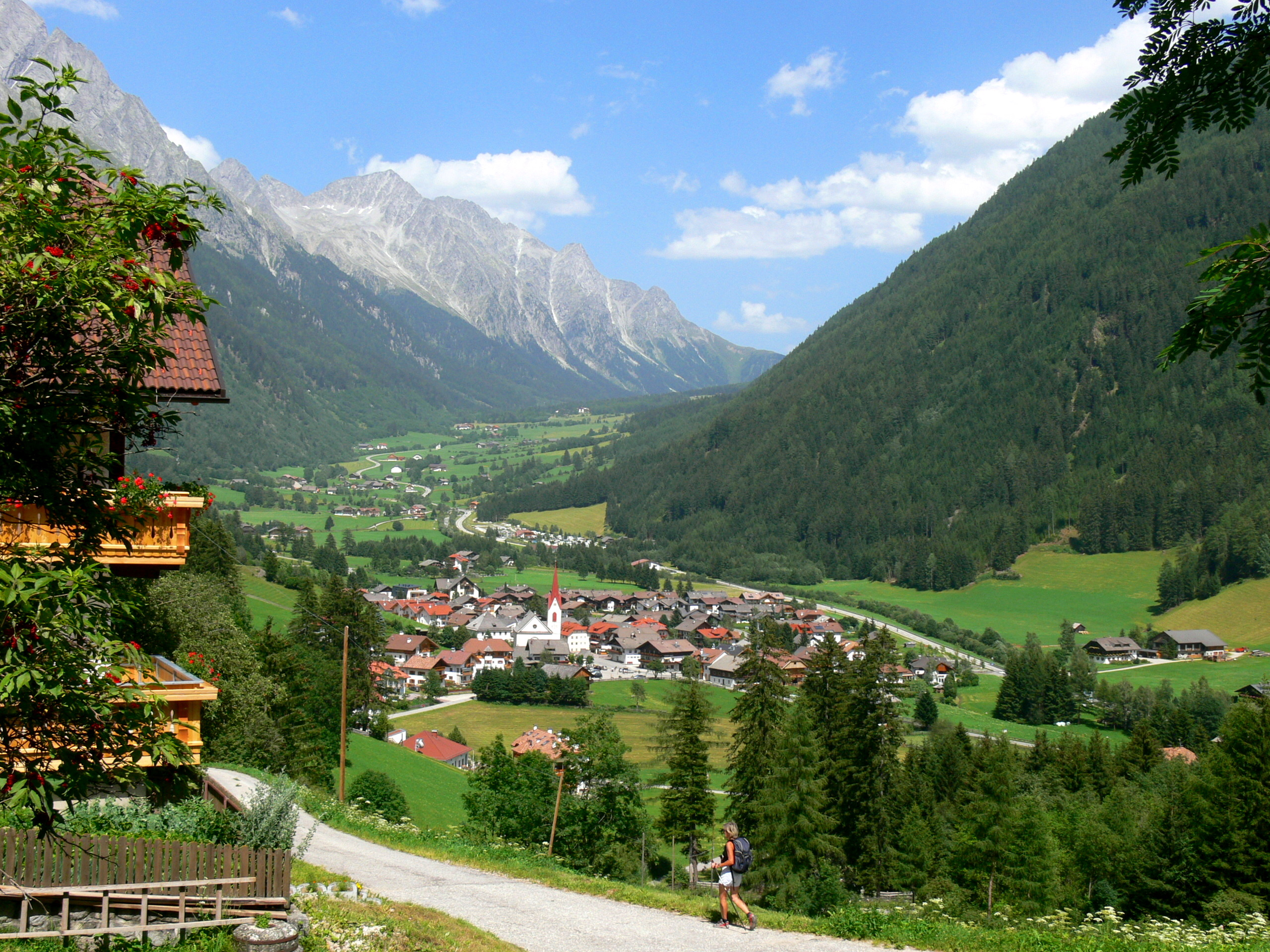
Vy över orten Antholz Mittertal i juli 2007.

Rasen-Antholz (tyskt uttal: [ˈraːsn̩-ˈanthɔlts], italienska: Rasun-Anterselva [raˈzun ˌanterˈselva]) är en kommun i provinsen Sydtyrolen i regionen Trentino-Sydtyrolen i norra Italien. Huvudort är Niederrasen. Kommunen har 2 949 invånare (2024), på en yta av 121,60 km². Enligt 2024 års folkräkning talar 98,05 % av befolkningen tyska, 1,36 % italienska och 0,59 % ladinska som modersmål.
Antholz är en känd vintersportort. Här ligger skidskytteanläggningen Südtirol Arena, där världscupdeltävlingar avgjorts näst intill varje säsong. Världsmästerskapen i skidskytte anordnades här 1975, 1976, 1983, 1995, 2007 och 2020.
Kommunen är belägen öster om Bruneck och cirka 60 kilometer nordost om Bolzano. Rasen-Antholz gränsar till kommunerna Bruneck, Gsies, Olang, Percha, Sand in Taufers och Welsberg-Taisten samt Sankt Jakob in Defereggen i Österrike.

## Orter
Orter (località) i kommunen Rasen-Antholz med fler än 20 invånare (inom parentes invånarantal 2021):

- Antholz Mittertal/Anterselva di Mezzo (576)
- Antholz Niedertal/Anterselva di Sotto (248)
- Oberrasen/Rasun di Sopra (637)
- Niederrasen/Rasun di Sotto (765)
- Staudacher/Arbusti (39)
- Nasen/Nessano (34)
- Mooshöhe/Costa del Colle (30)
- Dörfl (32)